# Industrias Romi SA
Industrias Romi SA — бразильская компания основана в 1930 году в  Санта-Барбаре-д’Уэсти в штате Сан-Паулу из магазина по ремонту автомобилей. Сегодня компания называется Industrias Romi SA, её продукция пользуется спросом как на внутреннем, так и на внешнем рынке страны.